# Sedati Agung
Sedati Agung is een bestuurslaag in het regentschap Sidoarjo van de provincie Oost-Java, Indonesië. Sedati Agung telt 7254 inwoners (volkstelling 2010).